# Огюстен Нгом Жуа
Огюстен Нгом Жуа (фр. Augustine Ngom Jua; 24 листопада 1924 — 30 грудня 1977) — камерунський державний і політичний діяч, прем'єр-міністр Західного Камеруну від травня 1965 до січня 1968 року. Одночасно (від 12 травня 1965) обіймав посаду міністра фінансів, доклавши значних зусиль для покращення економічної ситуації в країні.